# Gervas Nyaisonga
Gervas John Mwasikwabhila Nyaisonga (ur. 3 listopada 1966 w Bunda) – tanzański duchowny katolicki, arcybiskup metropolita Mbeya od 2018.

## Życiorys
Święcenia kapłańskie otrzymał 11 lipca 1996 i został inkardynowany do diecezji Mbeya. Początkowo pracował jako wikariusz w Itumbie, a w kolejnych latach był wykładowcą na tanzańskich uczelniach wyższych.
9 stycznia 2011 papież Benedykt XVI mianował go biskupem diecezjalnym Dodomy. Sakry udzielił mu 19 marca 2011 metropolita Dar-es-Salaam - kardynał Polycarp Pengo.
17 lutego 2014 papież Franciszek mianował go ordynariuszem diecezji Mpanda.
21 grudnia 2018 został mianowany pierwszym arcybiskupem metropolitą nowo powstałej archidiecezji Mbeya.